# 젠더 체계
젠더 체계 또는 젠더 시스템(gender system)은 모든 사회에서 젠더의 수와 관련된 성 역할을 설정하는 사회 구조이다. 성 역할은 "자신이 남성, 여성 또는 양성성 중 어느 정도인지를 타인에게 또는 스스로에게 나타내기 위해 개인이 말하고 행하는 모든 것. 이는 성적, 에로틱한 흥분과 반응을 포함하지만 이에 국한되지 않는다.":114 성정체성은 성 역할에 대한 개인의 경험과 남성, 여성 또는 양성으로 개성을 유지하는 것, 특히 자각과 행동에서의 개성을 말한다.
젠더 이분법은 젠더 체계의 한 예시이다.

## 젠더 이분법
젠더 이분법은 성과 젠더를 남성적, 여성적이라는 두 개의 구별되고 반대되며 단절된 형태로 분류하는 것이다. 젠더 이분법은 젠더 체계의 일반적인 유형 중 하나이다. 때로는 이 이분법적 모델에서 "성", "젠더", "성적 지향"이 기본적으로 일치하는 것으로 간주된다.

## 전 세계의 젠더 체계
젠더 이분법이 두드러지고 중요한 문화권에서 트랜스젠더 사람들은 젠더와 관련된 사회적 규범에 대한 주요 예외이다. 생물학적으로 남성 또는 여성으로 결정될 수 없는 간성인 사람들은 또 다른 명백한 일탈이다. 다른 문화권은 서구의 젠더 이분법과는 무관하게 자체적인 관행을 가지고 있다.

### 아메리카 원주민
유럽 정착민들이 처음 북아메리카에 도착했을 때, 그들은 다양한 아메리카 원주민 국가들이 성과 젠더에 대한 다른 개념을 가지고 있다는 것을 발견했다. 북미 원주민 사회에서 "버대시"는 젠더 변이자를 식별하기 위해 주어진 이름이었다. 유럽인들은 "이러한 성/젠더 역할이 사회 구조나 문화에 기여하는 측면에서 다양한 기능적 관점에서 버대시를 설명하려고 시도했다.":11 "버대시"라는 용어는 시간이 지나고 인식이 높아지면서 부적절하고 모욕적인 것으로 간주되어 1990년에 "투스피릿"이라는 새로운 용어가 만들어졌다.:13 남성 및 여성 투스피릿을 위한 많은 역할, 생산 전문화, 초자연적 제재 및 젠더 변이가 있었다. 다양한 젠더 역할의 광범위한 특징 중 일부는: 크로스드레싱, 교차 젠더 직업, 동성 (그러나 다른 젠더) 성적 지향, 다른 역할로의 모집, 특별 언어, 의례적 역할, 영적 힘과의 연관성이다.:14 크로스드레싱은 가장 눈에 띄는 표지였지만 투스피릿으로서의 지위를 나타내는 가변적이고 덜 신뢰할 수 있는 지표로 밝혀졌다. 그러나 주요 관심사는 이들이 사회의 수용된 부분이라는 점이다. 어떤 경우에는 특별한 존경과 다양한 영예를 받기도 했다.
역할은 국가마다 크게 달랐다. 예를 들어, 남성 변이자는 전쟁 중에는 남성 의류를 입어야 했지만, 다른 시간에는 여성 의류를 입었다. 이러한 성 역할은 종종 어린 나이에 결정되었다. 소년이 여성의 활동에 관심이 있거나 그 반대의 경우, 성인기에 젠더 변이 역할이 맡겨질 가능성이 높았다. "일부 사회에서는 동성 성적 욕구 또는 행위가 젠더 변이 역할의 정의에 포함되었지만, 다른 사회에서는 그렇지 않았다.":19
나바호족의 경우, 네 가지 젠더가 있다: 남성, 여성, 남성적인 여성 신체 나들리, 여성적인 남성 신체 나들리. 생물학적 성별에 관계없이 다른 젠더 간의 성교는 낙인찍히지 않았다. 아메리카 원주민 사회의 대부분에서 생물학적 성별은 어떤 젠더 변이 역할에도 영향을 미치지 않았다.:13

#### 모하비 알리야
모하비족 사회에서 임신한 여성들은 아이의 해부학적 성별을 예측하는 꿈을 꾸었다고 믿었다. 이러한 꿈에는 때때로 아이의 미래 젠더 변이 상태에 대한 힌트도 포함되어 있었다.
모하비족에서 소년이 소년들의 사춘기 의식에 참여하기 전에 "이상하게 행동"하면 트랜스베스타이트 의식에 고려되었다. 인형, 여성의 가사일, 여성의 도박 게임에 관심을 표현하고 여성 치마에 대해 묻는 것 모두 소년이 트랜스베스타이트 의식에 고려될 수 있는 방법이었다. 의식 전에 친척들은 그를 설득하려 했지만, 소년이 고집하면 그들은 의식 준비를 도왔다.
의식 자체는 소년을 놀라게 하기 위한 것이었다. 그것은 기꺼이 참여하는지를 시험하는 것이었다. 근처 다른 정착촌들은 와서 보라는 말을 들었다. 구경꾼들은 원을 이루어 특별한 노래를 불렀다. 소년이 여성처럼 춤을 추면 알리야로서의 지위가 확인되었다. 그는 강으로 끌려가 목욕을 하고 치마를 받았다. 이 의식은 부족 내에서 그의 젠더 지위를 영구적으로 바꿨다. 그 후 그는 여성 이름을 사용했다. 알리야는 월경, 사춘기 관찰, 임신, 출산을 포함한 여성 생활의 여러 측면을 모방했다. 알리야는 특히 매독과 같은 성병을 치료하는 데 뛰어난 치유자로 여겨졌다.:21–23

### 멕시코 오악사카 주 후치탄
2000년에 제작된 다큐멘터리 영화 불의 꽃은 후치탄 데 사라고사의 사람들을 묘사한다. 이 영화는 여성들이 사업을 운영하고, 화려하고 대담한 전통 의상을 입고, 짐을 머리에 이고 당당하게 서 있는 일상생활을 따라간다. 이 영화는 권한이 부여된 여성들과 동성애 및 트랜스젠더 개인에 대한 포용력을 명확하게 묘사한다. 이 공동체는 전 세계에 확립된 젠더 이분법과는 다른 대안적인 젠더 체계를 보여준다. 여러 차례 이 공동체는 모권제로 비판받고 낙인찍혔지만, 영화 내내 인터뷰를 하는 개인들은 다르게 말하는 경향이 있다. 그들은 자신들의 공동체가 기능할 수 있는 것은 성 역할이 개인에게 부과되지 않고 모두가 평등하기 때문이라고 굳게 믿는다. 예를 들어, 식별 가능한 "가장"이 없다. 아이들은 도울 수 있는 사람이 돌보고, 음식은 요리할 수 있는 사람이 만들며, 맥주를 마시고 담배를 피우는 것은 공동체의 "남성"에게만 허용되는 것이 아니다. 게이, 레즈비언, 트랜스젠더 사람들은 이 대안적인 젠더 체계에서 더 수용되는 경향이 있다. 후치탄 사회는 남성과 여성이 다르지만 배타적이지 않은 역할을 가지며, 이러한 역할이 반드시 기대되지 않는 보다 평등주의적인 젠더 체계 하에서 운영된다. 자유로운 젠더 수행 덕분에 제3의 젠더도 세계 다른 지역보다 후치탄에서 더 두드러진다.

### 칠레의 마치(마푸체 샤먼)
마치는 칠레 마푸체족의 샤먼으로, 마푸체족과 칠레 국가 모두에게 마푸체족의 정치적, 문화적, 영적 전통과 힘을 지키는 자로 크게 여겨진다. 여러 면에서 마치는 동성애 행위가 더 수용되고, 젠더 전환이 발생하며, 복혼이 행해졌다는 점에서 대안적인 젠더 체계를 나타낸다.:322–343 그러나 젠더 자유가 더 많은 것처럼 보이지만, 젠더 전환은 수행되는 다양한 샤머니즘적 관행에 따라 발생하며, 관행과 관련된 젠더는 생식 등에 기반한 신체적 성별에서 파생되거나 칠레 국가의 패권적 젠더 체계에서 파생된다. 예를 들어, 정치 참여는 남성적 관행이 되었고, 영적 관행은 여성적인 것으로 간주된다. 이러한 관행을 수행하기 위해 반드시 신체적으로 "남성" 또는 "여성"일 필요는 없지만, 그 젠더를 채널링하여 수행해야 한다.
마치는 국가가 후원하는 복음화(오늘날 대부분의 마푸체족은 가톨릭):327–328와 원주민 법을 통해 칠레의 지배적인 서구 젠더 체계에 불가피하게 영향을 받았다. 원주민 법은 마치를 더욱 정치화하고 국가 담론에서 칠레 국가의 젠더 규범에 더욱 종속시켜 마치가 젠더를 수행하는 방식을 변화시켰다. "마치는 의도, 누가 참석하는지, 어떤 맥락인지에 따라 다양한 젠더 지식 체계와 정체성을 저글링한다":334

### 인도 힌두교
힌두교 인도에서도 젠더에 관해 사회적으로 수용되는 것에 대한 다른 개념이 존재한다. 북미 원주민과 비교할 때, 젠더 체계는 본질적으로 이분법적이지만, 그 생각 자체는 서구의 생각과는 상당히 다르다. 이러한 생각은 종종 종교적 맥락에서 비롯된다. 일부 힌두교 기원 신화에는 양성성 또는 자웅동체 조상이 등장한다. 고대 시인들은 종종 두 성별의 혼합된 신체적 특성을 가진 이미지를 제시하여 이러한 생각을 보여주었다. 이러한 주제는 여전히 문화 속에 존재하며, 심지어 여전히 제도화되어 있다. 가장 두드러진 집단은 히즈라이다.:27,28

#### 히즈라

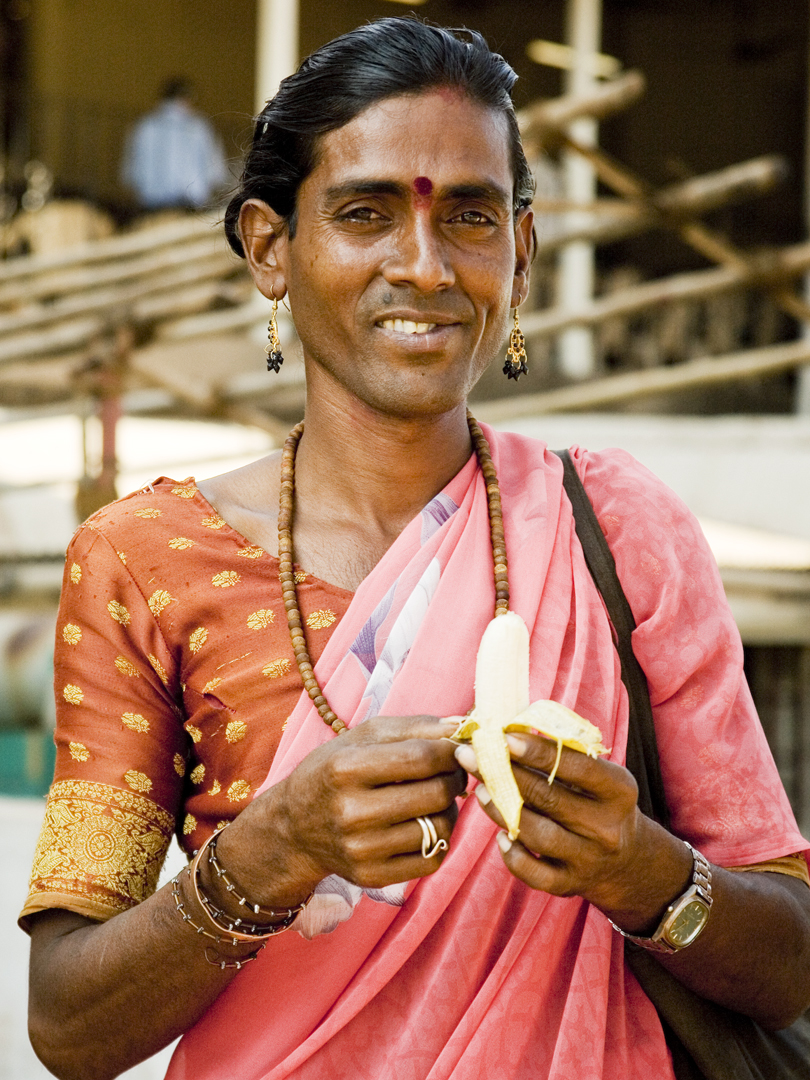
인도인 히즈라

"두 가지 이상의 성/젠더에 대한 인지는 기원전 8세기경 인도에서 기록되어 있다.":29 현대 인도에서 히즈라라는 용어는 가장 일반적으로 "환관" 또는 간성을 의미하며, 성적 무능력의 용어이다. 문화적 정의에 따르면, 히즈라는 남성으로 태어났지만 여성의 의복, 행동 및 직업을 채택한 사람이다. 사회에서 그들의 지위는 남성도 여성도 아니며, 남자도 여자도 아니다. 히즈라에게 남성인지 여성인지 물었을 때, 그들은 종종 "우리 히즈라는 여성과 같다"는 답변을 한다.:xxiii 이는 문화 속에서 그들의 위치를 보여준다. 히즈라는 인도 여성에게 더 흔한 방식으로 걷고, 제스처를 취하고, 말하고, 얼굴 표정을 사용한다. 그들은 젠더 전환의 일환으로 여성 이름을 사용하기도 한다. 그러나 히즈라가 되는 것은 인도 사회 외부의 일이 아니다. 히즈라가 된다는 것은 사회적 지원과 약간의 경제적 안정을 제공하며, 더 넓은 세상과 그들을 연결하는 문화적 의미를 부여하는 약속을 하는 것을 의미한다.:54
"생물학적으로 간성으로 태어나지 않은 남성이 히즈라가 되기를 원한다면 거세 수술을 통해 성/젠더를 변형해야 한다.":29 이 수술은 히즈라에게 재탄생을 의미하며, 이를 상징하는 출산의 요소를 포함한다. 이 과정에는 거세, 사혈, 특별한 의식이 포함된다.:33 히즈라 사회에는 구루(선생)와 첼라(제자)의 계층이 있다.:42 히즈라 사회에 받아들여지기 위해서는 구루의 후원을 받아야 하며, 구루는 그들을 가르치고 가족을 형성하도록 돕는다.
2013년 11월 11일부로 방글라데시는 제3의 성 출생 증명서를 발행하기로 결정했다.

#### 사딘
사딘은 문화적으로 히즈라와 유사하다. 그러나 그들의 발전은 상당히 다르며, 그들의 존재는 훨씬 덜 두드러진다. 사딘이 되는 것은 소녀의 선택이다. 그들은 남성복을 입고 머리를 짧게 유지한다. 그들은 일반적으로 여성 이름을 유지하며 사회에서 여전히 여성으로 대우받지만, 히즈라와 마찬가지로 사딘의 지위는 인도의 젠더 분류를 초월한다. 사딘 후보는 처녀여야 하며, 독신을 맹세해야 한다.:40,41

### 브라질
인도 문화와 마찬가지로 브라질의 일부 하위 문화는 전통적인 서구의 것과는 다른 젠더 이분법을 따른다. 남성과 여성이 아닌, 브라질의 특정 지역에는 남성과 남성 아님이 있다. 남성은 남성적이며, 여성적 특성을 보이는 사람은 모두 남성 아님 범주에 속한다. 이 개념은 성적 삽입을 젠더 결정 요인으로 삼는 결과이다. 삽입되는 사람은 모두 여성적이 되어 남성 아님이 된다. 다른 모든 사람은 성적 선호도와 관계없이 브라질 사회에서 남성으로 남는다.
일부 오래된 저자들:47은 트라베스티를 다음과 같이 묘사한다:
1. 북미 원주민과 인도와 달리 종교적 맥락 밖에 존재한다.
2. 트라베스티가 되는 것은 개인적인 선택이다.
3. 남성으로 태어났지만, 여성처럼 보이기 위해 여성 호르몬을 주입하고 실리콘 임플란트를 하여 브라질 여성 신체의 곡선을 더 가깝게 모방하는 등 광범위한 조치를 취한다.
4. 여성으로 자신을 인식하지 않거나 여성이 되기를 원하지 않는다.
5. 이러한 남성/남성 아님 전제에 기반한 문화에서 살며 (히즈라와 달리) 생식기를 숨기면서도 음경을 제거하려는 욕구가 없다.
6. 거세가 여성이 되는 데 전혀 도움이 되지 않는다고 느낀다.
7. 남성/남성 아님 이분법을 따르는 동성애에 대한 견해를 가지고 있다. 트라베스티가 남자친구가 있다면, 그 남자는 동성애자로 간주되지 않는다. 왜냐하면 트라베스티는 남자가 아니기 때문이다. 만약 어떤 시점에서 남자친구가 트라베스티의 음경에 관심을 표현한다면, 트라베스티는 그를 파트너로서 즉시 흥미를 잃을 것이다. 왜냐하면 그 역시 "남성 아님"이 되었기 때문이다.

일부 트라베스티 활동가 단체는 이러한 진술에 동의하지 않으며 트라베스티를 다음과 같이 묘사한다:

남성 또는 여성 성별로 태어났지만, 자신의 생물학적 성별과 반대되는 젠더 정체성을 가지고 사회가 부과하는 것과는 다른 젠더 역할을 수행하는 사람. 많은 트라베스티는 호르몬 요법, 실리콘 주입 및 성형 수술을 통해 몸을 변형한다. 그러나 이것이 모든 트라베스티에게 적용되는 규칙은 아님을 강조하는 것이 중요하다. (2008년 전국 LGBT 컨퍼런스에서 채택된 정의).
성전환자와 달리 트라베스티는 성전환 수술(생식기 변경)을 받기를 원하지 않는다.
트라베스티(여성적인 가슴, 몸, 옷, 머리 및 형태를 가진 사람)에 대해 이야기할 때는 여성 젠더 관사 "A"를 사용해야 한다. "O travesti Maria"와 같이 남성 관사를 사용하는 것은 잘못이다. 왜냐하면 이것은 여성 젠더의 사람을 지칭하기 때문이다.

2020년, 상파울루주는 다음과 같은 정의를 담은 소책자를 발행했다.:22

트라베스티: 남성으로 태어났지만 여성적인 젠더 정체성을 가진 사람. 자신의 태어난 생물학적 성별에 대한 불편함이 없으며, 여성과 남성 신체 특징의 모호함에도 불편함을 느끼지 않으며, 사회가 부과하는 것과는 다른 젠더 정체성을 채택한다.
많은 트라베스티는 호르몬 요법, 실리콘 주입 및 성형 수술을 통해 몸을 변형하지만, 일반적으로 성전환 수술("성전환"으로 알려짐)을 받기를 원하지 않는다.

### 나폴리와 이탈리아 남부
펨미니엘리 또는 펨메니엘리 (단수 펨미니엘로, 표준 이탈리아어 femmina "여성", -ello 남성 지소사 접미사 참조)는 전통적인 나폴리 문화에서 현저히 여성적인 젠더 표현을 가진 남성 인구를 지칭하는 데 사용되는 용어이다. 펨미니엘로의 경우 이러한 두 범주가 어느 정도 겹치기 때문에 이 용어를 현대 서구의 "게이 남성" 대 "트랜스여성" 개념 내에 정의하기 어려울 수 있다. 이 용어는 경멸적이지 않으며 낙인을 찍지 않으며, 대신 펨미니엘로는 전통적으로 행운을 가져다준다고 믿어져 왔다.
나폴리 펨미니엘로를 영미 및 북미 맥락에서 흔히 사용되는 트랜스젠더의 거대 범주 안에 넣는 것은 종종 환원적이라고 여겨진다. 대신 펨미니엘로는 널리 퍼진 성적 이분법에도 불구하고 특이한 젠더 표현으로 간주될 수 있다. 이 현상의 문화적 뿌리는 펨미니엘로에게 문화적, 심지어 사회적으로 합법적인 지위를 부여한다. 나폴리의 역사적, 상징적 좌표에서 펨미니엘로의 정체성 구성은 더 흔한 유럽 및 유로 중심의 트랜스젠더 집단과 겹치지 않는다.
캄파니아주의 펨미니엘로는 아벨리노의 몬테베르지네 성역에서 열리는 주의 봉헌축일과 같은 일부 전통 행사에 참여함으로써 상대적으로 특권적인 위치를 누릴 수 있다. 또는 산타나스타시아의 마돈나 델라르코 축제에서 공연되는 전통 춤인 탐무리아타에도 참여한다. 일반적으로 펨미니엘리는 행운을 가져다주는 것으로 여겨진다. 이 때문에 동네에서는 펨미니엘리가 갓난아기를 안거나 빙고와 같은 게임에 참여하는 것이 인기가 많다. 펨미니엘리는 매년 2월 2일 몬테베르지네 성역에서 열리는 주의 봉헌축일의 마지막 부분으로 진행되는 인기 있는 게임인 톰볼라 또는 톰볼라타 데이 펨미니엘리에 참여한다. 아킬레 델라 라지오네는 최근 설문조사에서 나폴리인들이 그가 "위선적인 선량주의 사회의 정치적으로 올바른 동성애 모델"(주류 서구 게이 문화를 의미)이라고 부르는 것에 대해 일반적으로 부정적인 견해를 가지고 있음을 보여주었지만, 펨미니엘리는 나폴리 사회의 일부로부터 호의적인 태도를 누리고 있다고 대조한다.

### 폴리네시아
폴리네시아에는 성 역할에 대한 다양한 용어가 존재한다. 예를 들어 타히티섬에서는 이 역할을 마후라고 부른다. 사모아에서는 남성 젠더 변이자를 "여성 같은"이라는 의미의 파파피네라고 부른다. 투바와 통가에도 용어가 있다. 통가에서는 파칼레이티, 투바에서는 피나피나이네라고 부른다. 이 모든 용어는 남성이 여성의 일, 옷, 말투, 비언어적 제스처를 할 때 사용된다. 그러나 폴리네시아에서 남성이 젠더를 넘나들어 "여성처럼 행동"할 때, 그는 여성이 되는 것으로 여겨지지 않고 남성과 여성 사이에 매달려 있는 것으로 간주된다. 즉, 동시에 둘 다 아니면서 둘의 요소를 모두 가지고 있다.:57–70 그들은 여성스럽고 여성의 가사일에 관심이 많지만, 전적으로 여성처럼 옷을 입지는 않는다. 그들은 종종 남성과의 구강 성교를 원하며, 남성들은 공개적으로 그들을 비웃을 수 있지만 사적으로는 즐거움을 위해 그들을 찾는다.:334

### 태국

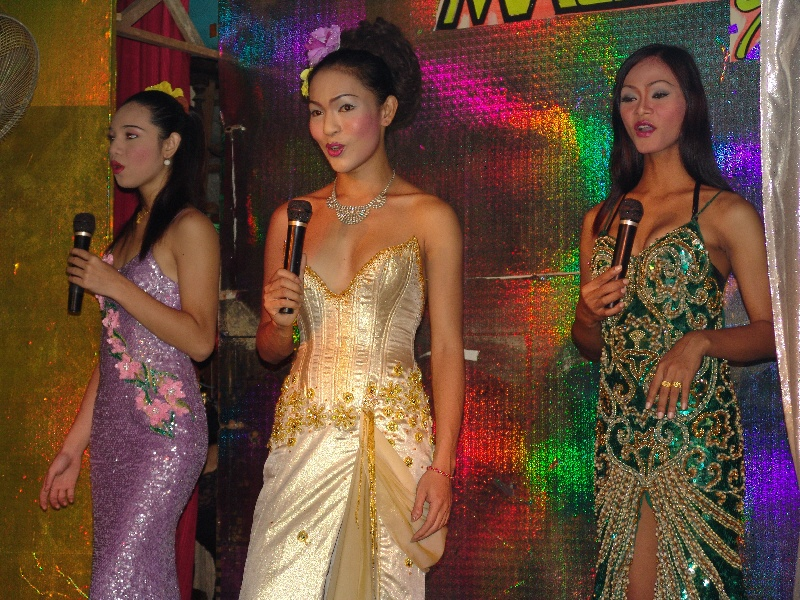
파타야의 카바레 쇼 무대 위의 카토이들

카토이는 남성과 여성 모두가 규범적인 남성적 및 여성적 정체성 외에 스스로를 정의할 수 있도록 하는 용어이다. 1970년대까지는 간성과 크로스드레싱을 하는 남녀 모두 카토이라는 용어에 포함될 수 있었지만, 현재는 크로스드레싱을 하는 남성적 여성에 대해서는 톰이라는 용어를 사용한다.:73 이러한 변화의 결과로 오늘날 카토이는 트랜스여성의 동의어로 가장 흔히 이해된다. 카토이는 불교 신화에서 세 가지 원초적인 인간 성/젠더, 즉 남성, 여성, 그리고 생물학적 간성 또는 카토이를 묘사하는 것에서 유래했다.:73 카토이는 단순히 남성 또는 여성 사이의 변형으로 정의되는 것이 아니라 독립적으로 존재하는 제3의 성으로 정의된다.

### 필리핀
필리핀에서 주목할 만한 젠더 변이 역할은 바클라이다. 바클라는 여성스러운 정신 또는 핵심 정체성을 가진 남성으로, 크로스드레싱을 하고 성관계에서 수동적인 역할을 하는 것으로 추정된다. 필리핀에서 "진정한 남자"는 단순히 바클라가 아닌 사람이다. 젠더 다양성에 대한 현지 용어에 부정적인 의미가 있기 때문에, 많은 바클라는 새로운 젠더보다는 게이로 자신을 식별하는 것을 선호한다. 바클라의 파트너는 필리핀 사회에서 동성애자로 간주되지 않는다. 시간이 지남에 따라 바클라는 사회에서 남성과 여성과 동등하게 자신의 비순응성을 정상화하려는 시도로서 제3의 성 또는 젠더로서의 지위를 얻으려 노력해왔다.:78–84

## 동성애의 문화적 정의
젠더 이분법에서 남성과 여성의 차이가 남성적, 여성적인 문화에서는 동성 간의 성적 지향이 문화마다 어떻게 변화하는지 살펴보는 것이 중요하다. 트라베스티와 같은 일부 문화에서는 동성애 행위가 젠더 이분법의 한 부분에서 다른 부분으로 이동시킨다.
동성애, 그리고 개인의 사회적 위치에 미치는 영향은 다른 여러 문화에서 때때로 극적으로 다르다. 예를 들어 뉴기니의 특정 삼비아족은 소년이 성인 남성의 정액(생명력으로 간주됨)을 먼저 섭취하지 않고는 사춘기나 성숙에 도달할 수 없다고 믿는다.:9–18 또한 이 삼비아족은 남성이 스스로 정액을 보충할 수 없다고 믿기 때문에, 결혼과 같은 특정 시기까지 의식이 계속되며, 그 시기가 되면 그에게 우유처럼 정액과 비슷한 수액을 분비하는 나무에 대해 알려주고 대신 섭취할 수 있게 한다.:18
현대 레소토의 바소토 사회에서는 소녀와 여성들이 긴 키스를 나누고, 커닐링구스를 하며, 심지어 사랑에 빠져 결혼과 유사한 결합을 형성할 수 있다. 그러나 이 사회에서는 성관계에 삽입이 필요하고, 결혼에는 남편으로서의 남성이 필요하다. 따라서 이러한 맥락에서는 레즈비언이라는 개념이 존재하지 않는다.:336

## 젠더의 대안적 모델
"다섯 가지 성별: 남성과 여성만으로는 부족한 이유"에서 앤 파우스토-스털링은 간성의 가능성과 이들이 전통적인 "남성" 및 "여성" 분류에 어떻게 부합하는지를 탐구한다. 그녀의 "젠더의 대안적 모델"은 간성 개인을 전통적인 젠더 분류 시스템에 포함시키는 것을 허용하는 제안이다. 앤 파우스토-스털링은 신체가 반드시 사회가 설정한 정통 젠더 이분법에 부합할 필요는 없으며, 대신 남성, 여성, 멜름, 펨름, 헬름의 가능성으로 분류될 수 있다고 제안한다. 이들은 성 특징에 변이가 있는 개인에게 주어진 분류이다. 파우스토-스털링의 "젠더와 생식기"는 "모호한" 생식기를 가지고 태어난 개인의 운명과 이들이 남성-여성 사회에 불러일으키는 편차를 외과적으로 교정할 필요성을 논한다.
그녀는 전통적인 이분법적 젠더 분류가 요구하는 것처럼 신체를 사회의 기대에 맞추는 대신, 있는 그대로 분류할 필요성을 탐구한다. 대안적 모델은 이러한 유형의 젠더 분류뿐만 아니라 행동적, 생물학적, 정신적 특성 측면에서 이해될 수 있도록 허용한다.

## 젠더 폭력
젠더 폭력은 다양한 형태와 결과로 나타날 수 있는 전 세계적인 문제이다. 이는 신체적 폭력이 피해자의 젠더를 특정하여 대상으로 하는 증오범죄와 유사할 수 있다. 트랜스젠더와 여성은 젠더 폭력을 가장 많이 경험하지만, 누구든지 피해자가 될 수 있다. 여성은 특히 약물 남용, 심리적 학대, 성적 학대가 관련된 친밀한 관계에서 젠더 폭력의 위험이 크다. COVID-19 팬데믹 동안 여성들은 자가 격리 요인으로 인해 젠더 폭력에 더 취약했다. 여성은 친밀한 파트너 폭력의 피해자가 될 가능성이 10배 더 높다. 이러한 폭력 행위는 공공 및 사적인 영역 모두에서 발생하며 때로는 간과될 수 있다. 영화 투 스피릿에서 볼 수 있듯이 젠더 폭력으로 인해 많은 사망자가 발생했다. 캘리포니아 성폭력 반대 연합과 같은 조직은 특히 라틴계 공동체에서 가정 폭력을 종식시키기 위해 지원한다. 또한 젠더 폭력의 동기 이면에 종종 깔려 있는 지배적인 젠더 체계와 관련된 문제이기도 하다. 지배적인 젠더 체계는 또한 구조적 폭력을 야기한다.:188

## 같이 보기
- 젠더 및 성적 다양성
- 성전환자
- 트랜스젠더
- 트랜스젠더 권리 운동
- 간성

## 참고 문헌
- Duberman, Martin. "Gender Diversity in Native North America: Notes toward a Unified Analysis". A Queer World. New York And London: New York University Press, 1997. 65. Print.
- Kulick, D. "The Gender of Brazilian Transgendered Prostitutes." American Anthropologist 99.3 (1997): 574–85.
- 낸다, 세레나. Gender Diversity: Crosscultural Variations. Waveland Press, 1999. Print.
- Nanda, Serena. Neither Man nor Woman: the Hijras of India. Belmont, CA: Wadsworth Pub., 1990. Print.
- Peoples, James G. "The Cultural Construction of Gender and Manhood." Men and Masculinity. 1st Edition ed.Cengage Learning, 2001. 9–18. Print.
- Rupp, Leila J. "Toward a Global History of Same-Sex Sexuality." Journal of the History of Sexuality 10.2 (2001): pp. 287–302. Web.